# المنقسي (مسلسل)
المنقسي هو مسلسل كويتي من تأليف وإنتاج أحمد جوهر وإخراج البيلي أحمد والعرض الأول 1 رمضان 1431 - 11 أغسطس 2010 .

## ملخص القصة
تدور الأحداث في ثلاثينيات القرن الماضي بالكويت حيث يهدد اللؤلؤ الياباني الاصطناعي مصير وأعمال الكثير من الأشخاص والدول التي كانت تعيش على اللؤلؤ. تبدأ الحرب العالمية الثانية ويسيطر الإنجليز على البحار والتجارة مما يدفع البعض لتهريب الذهب لتأمين لقمة العيش.

## فريق الممثلين
- غانم الصالح
- عبد الرحمن العقل
- أحمد جوهر
- منى شداد
- محمد حسن
- أحمد إيراج
- حسن عبد الرسول
- أحمد الهزيم
- مرام
- محمود بوشهري
- شهاب حاجيه
- مبارك سلطان
- طاهر النجادة
- منى البلوشي
- فوزي القاضي
- ناصح الفضلي
- زهرة دعيج
- أمينه القفاص
- عادل الفضلي
- حيدر الحداد
- عبد الله فريد
- هاني الموسوي
- حنان الأحمد